# Berberis actinacantha
Berberis actinacantha är en berberisväxtart som beskrevs av Carl Friedrich Philipp von Martius och Julius Hermann Schultes. Berberis actinacantha ingår i släktet berberisar, och familjen berberisväxter. Inga underarter finns listade i Catalogue of Life.

## Bildgalleri

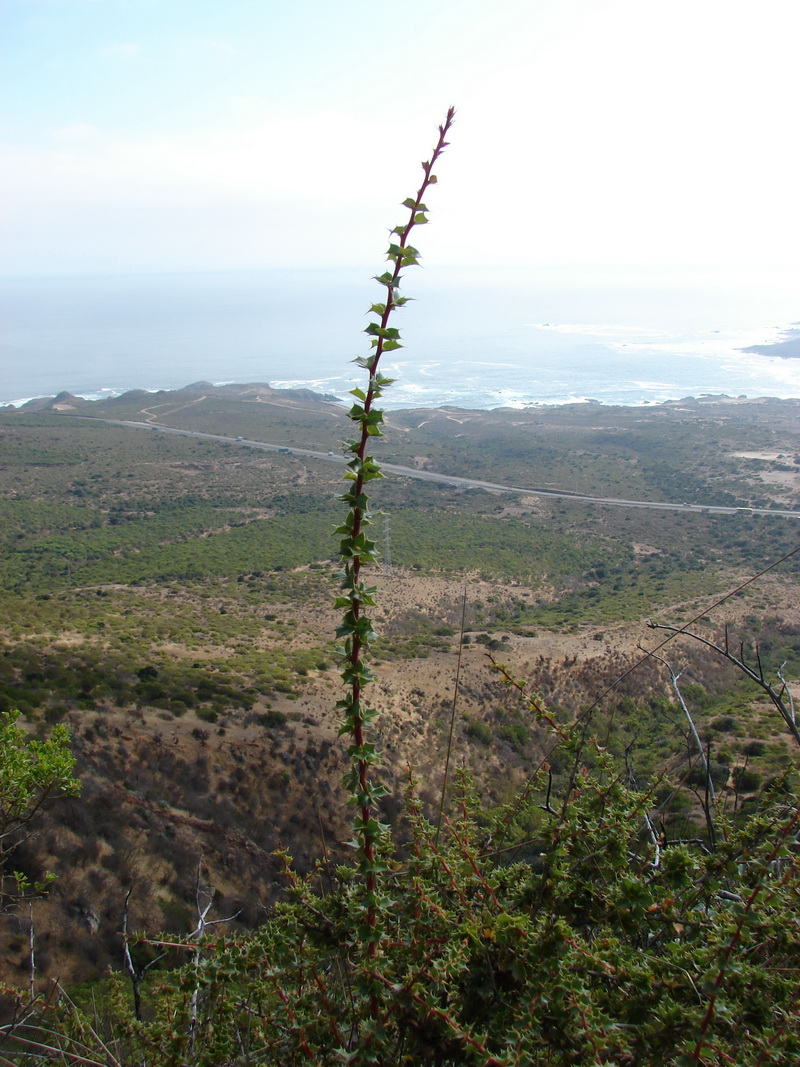
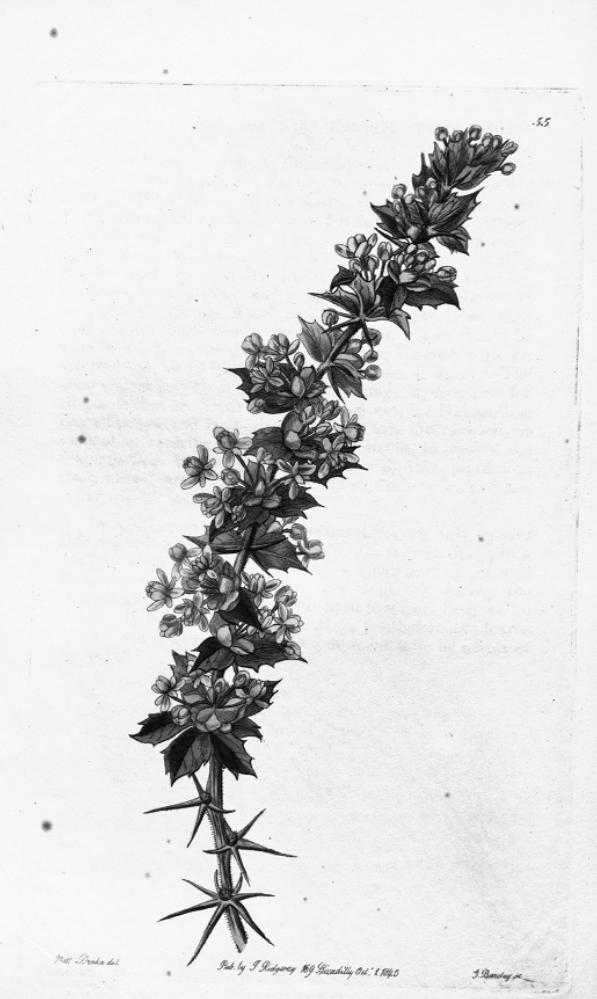